# Ponca City
Ponca City é uma cidade localizada no estado norte-americano de Oklahoma, no Condado de Kay e Condado de Osage.

## Demografia
Segundo o censo norte-americano de 2000, a sua população era de 25.919 habitantes.
Em 2006, foi estimada uma população de 24.710, um decréscimo de 1209 (-4.7%).

## Geografia
De acordo com o United States Census Bureau tem uma área de
50,0 km², dos quais 46,9 km² cobertos por terra e 3,1 km² cobertos por água. Ponca City localiza-se a aproximadamente 308 m acima do nível do mar.

## Localidades na vizinhança
O diagrama seguinte representa as localidades num raio de 20 km ao redor de Ponca City.